# FC Twente in het seizoen 1975/76
Het seizoen 1975-1976 was het elfde jaar in het bestaan van de Nederlandse voetbalclub FC Twente. De Tukkers kwamen uit in de Nederlandse Eredivisie en namen deel aan het toernooi om de KNVB beker.

## Selectie
Trainer Spitz Kohn stond na afloop van het seizoen 1974/75 in de belangstelling van onder meer Feyenoord en FC Barcelona. Barcelona koos voor Hennes Weisweiler en Feyenoord wilde niet aan de financiële eisen van Kohn voldoen, waardoor hij bij FC Twente bleef. Hij werd net als in het voorgaande seizoen geassisteerd door Jan Morsing.
Topscorer Johan Zuidema had FC Twente verlaten voor N.E.C. Tussen de clubs ontstond een geschil over de transfersom. Een commissie van de KNVB stelde deze uiteindelijk in een bindende uitspraak vast op ruim 500.000 gulden. Naast Zuidema vertrokken Henny Ardesch (naar Go Ahead Eagles), Roel Brinks (SC Cambuur) en Willem de Vries (gestopt met betaald voetbal).
Nieuw in de selectie waren Ab Gritter (FC Groningen) en de Deen Hans Aabech (Club Brugge). Uit de eigen jeugd kwam doelverdediger Eddie Pasveer.
FC Twente startte het seizoen met Volkmar Gross op doel, Kees van Ierssel, aanvoerder Epi Drost, Niels Overweg en Kalle Oranen in de achterhoede, Frans Thijssen, Kick van der Vall en Arnold Mühren op het middenveld en Jaap Bos, Jan Jeuring en Theo Pahlplatz als aanvallers. In de voorhoede kregen ook Ab Gritter en Hans Aabech geregelde kansen. Eddy Achterberg en Harry Bruggink waren op het middenveld en in de achterhoede de vaste invallers. Andere spelers met speeltijd in dit seizoen waren de doelverdedigers Marc De Clerck en Eddie Pasveer, Gabor Zele en de jeugdspelers Ron van Oosterom en Paul Krabbe.

## Seizoensverloop
Het seizoen 1975/76 begon met een novum. Tussen FC Twente, AFC Ajax, Sparta en AZ'67, de periodekampioenen van seizoen 1974/75, werd in augustus 1975 een voorcompetitie afgewerkt met als inzet een plaats in de UEFA Cup. De UEFA bestreed de geldigheid van de competitie, maar werd in een arbitragezaak in het ongelijk gesteld. De zaak was echter niet meer van belang, aangezien Ajax, de club die ook in de reguliere competitie als hoogste was geëindigd, de nacompetitie won. FC Twente kwam één doelpunt tekort en wist zich voor het eerst in vier seizoenen niet te kwalificeren voor een Europese competitie.
Twente eindigde in de Eredivisie 1975/76 als vierde, wat opnieuw niet genoeg was voor plaatsing voor de UEFA Cup. De ploeg deed echter lang mee om het kampioenschap en voerde na de 20e en 21e speelronde de ranglijst aan. Na de 30e speelronde was FC Twente derde, op drie punten van koploper PSV. Door nederlagen tegen NAC en Ajax zakte Twente, dat in deze periode geplaagd werd door blessures, naar de vierde plaats; op zeven punten van PSV, op zes punten van Feyenoord en op vier punten van Ajax. Thuis was FC Twente dit seizoen met veertien overwinningen en drie gelijke spelen onverslaanbaar. Feyenoord (2-0), PSV (2-0) en Ajax (3-0) gingen allen ten onder in Stadion Het Diekman. In de zeventien uitwedstrijden werden echter slechts dertien punten gewonnen.
De strijd om de KNVB beker 1975/76 eindigde voor FC Twente in de derde ronde. In de eerste ronde was de ploeg vrijgeloot en in de tweede ronde werd FC Utrecht met 9-2 verslagen. In de derde ronde was AZ'67 met 2-0 te sterk.
| 7 |

| 3 |

| 8 |

| 4 |

| 3 |

| 2 |

| 3 |

| 1 |

| 2 |

| 2 |

| 4 |

| 4 |

| 4 |

| 3 |

| 4 |

| 4 |

| 4 |

| 4 |

| 4 |

| 1 |

| 1 |

| 4 |

| 4 |

| 4 |

| 3 |

| 3 |

| 3 |

| 3 |

| 3 |

| 3 |

| 4 |

| 4 |

| 4 |

| 4 |

| winst | gelijk | verlies |

| 7 |

| 3 |

| 8 |

| 4 |

| 3 |

| 2 |

| 3 |

| 1 |

| 2 |

| 2 |

| 4 |

| 4 |

| 4 |

| 3 |

| 4 |

| 4 |

| 4 |

| 4 |

| 4 |

| 1 |

| 1 |

| 4 |

| 4 |

| 4 |

| 3 |

| 3 |

| 3 |

| 3 |

| 3 |

| 3 |

| 4 |

| 4 |

| 4 |

| 4 |

| winst | gelijk | verlies |

## Wedstrijdstatistieken

### Play-offs UEFA Cup
| |                       |                         |                                                                               | |
| 13 augustus 1975 | FC Twente             | 1 - 1 (1 - 1)           | AFC Ajax                                                                      | Opstelling FC Twente: |
| Stadion Het Diekman 15.000 toeschouwers Theo Boosten | Theo Pahlplatz 27'    | 0 - 1 1 - 1             | 13' Arno Steffenhagen                                                         | Gross, Van Ierssel, Drost, Overweg, Oranen, Thijssen, Van der Vall, Mühren, Bos (Achterberg), Jeuring (Gritter), Pahlplatz |
| |                       |                         |                                                                               | |
| 20 augustus 1975 | Sparta                | 1 - 1 (0 - 1)           | FC Twente                                                                     | Opstelling FC Twente: |
| Het Kasteel 7.000 toeschouwers Ben Hoppenbrouwer | Adri van Staveren 87' | 0 - 1 1 - 1             | 18' Jaap Bos                                                                  | Gross, Van Ierssel, Drost, Overweg, Oranen, Thijssen, Van der Vall, Zele (Aabech), Bos, Jeuring (Bruggink), Gritter        |
| |                       |                         |                                                                               | |
| 26 augustus 1975 | AZ'67                 | 0 - 4 (0 - 0)           | FC Twente                                                                     | Opstelling FC Twente: |
| Philips Stadion 3.500 toeschouwers Gerrit Berrevoets |                       | 0 - 1 0 - 2 0 - 3 0 - 4 | 48' Joop Wildbret (ed) 52' Kick van der Vall 58' Eddy Achterberg 66' Jaap Bos | Gross, Van Ierssel, Drost, Overweg, Oranen, Thijssen, Van der Vall, Mühren, Bos, Jeuring, Gritter (46' Achterberg)         |
| - De wedstrijd werd gespeeld op neutraal terrein. Ajax won tegelijkertijd met 5-0 van Sparta en werd winnaar van de nacompetitie met één doelpunt verschil ten opzichte van FC Twente (7-2 om 6-2). FC Twente plaatste zich door dit resultaat niet voor de UEFA Cup 1975/76. |                       |                         |                                                                               | |
| |                       |                         |                                                                               | |

### Eredivisie 1975/76
| | |                                                 |                                                     | |
| 17 augustus 1975 | FC Den Haag | 0 - 1 (0 - 0)                                   | FC Twente                                           | Opstelling FC Twente: |
| Zuiderpark Stadion 10.000 toeschouwers Henk Pijper | | 0 - 1                                           | 55' Jan Jeuring                                     | Gross, Van Ierssel, Drost, Overweg, Oranen, Thijssen, Van der Vall, Mühren, Bos, Jeuring, Pahlplatz (46' Gritter)                       |
| | |                                                 |                                                     | |
| 24 augustus 1975 | FC Twente | 3 - 2 (2 - 0)                                   | Roda JC                                             | Opstelling FC Twente: |
| Stadion Het Diekman 10.500 toeschouwers Frans Derks | Theo Pahlplatz 20' Ab Gritter 26' Theo Pahlplatz 61'                                                                                     | 1 - 0 2 - 0 2 - 1 2 - 2 3 - 2                   | 48' Pierre Vermeulen 56' Dick Nanninga              | Gross, Van Ierssel, Drost, Overweg, Oranen, Thijssen, Van der Vall, Mühren, Bos, Gritter (55' Achterberg), Pahlplatz                    |
| | |                                                 |                                                     | |
| 30 augustus 1975 | PSV | 3 - 0 (1 - 0)                                   | FC Twente                                           | Opstelling FC Twente: |
| Philips Stadion 20.000 toeschouwers Jan Beck | Harry Lubse 22' Peter Dahlqvist 59' René van de Kerkhof 61'                                                                              | 1 - 0 2 - 0 3 - 0                               |                                                     | Gross, Van Ierssel, Drost, Overweg, Oranen (31' Bruggink), Thijssen, Van der Vall, Mühren (46' Achterberg), Bos, Jeuring, Pahlplatz     |
| | |                                                 |                                                     | |
| 14 september 1975 | FC Twente | 8 - 0 (2 - 0)                                   | De Graafschap                                       | Opstelling FC Twente: |
| Stadion Het Diekman 9.500 toeschouwers Charles Corver | Arnold Mühren 13' Frans Thijssen 29' Jaap Bos 46' Frans Thijssen 54' Frans Thijssen 57' Kalle Oranen 71' Jaap Bos 74' Frans Thijssen 84' | 1 - 0 2 - 0 3 - 0 4 - 0 5 - 0 6 - 0 7 - 0 8 - 0 |                                                     | Gross, Van Ierssel, Drost, Overweg, Oranen, Thijssen, Van der Vall (71' Achterberg), Mühren, Bos, Jeuring (54' Gritter), Pahlplatz      |
| - De 8-0 is de grootste overwinning uit de clubhistorie van FC Twente. In het team van De Graafschap stonden onder meer Guus Hiddink, Gerdo Hazelhekke, Dick Schoenaker en doelverdediger Nico van Zoghel opgesteld. | |                                                 |                                                     | |
| | |                                                 |                                                     | |
| 21 september 1975 | AZ'67 | 1 - 2 (0 - 1)                                   | FC Twente                                           | Opstelling FC Twente: |
| Alkmaarderhout 14.000 toeschouwers Gerrit Berrevoets | Kees Kist 58' | 0 - 1 1 - 1 1 - 2                               | 38' Jan Jeuring 66' Niels Overweg                   | Gross, Van Ierssel, Drost, Overweg, Oranen, Thijssen, Van der Vall, Mühren, Bos (85' Achterberg), Jeuring, Pahlplatz                    |
| | |                                                 |                                                     | |
| 28 september 1975 | FC Twente | 2 - 0 (1 - 0)                                   | FC Utrecht                                          | Opstelling FC Twente: |
| Stadion Het Diekman 10.000 toeschouwers Theo Boosten | Jan Jeuring 20' Frans Thijssen 49' | 1 - 0 2 - 0                                     |                                                     | Gross, Van Ierssel, Drost, Bruggink, Oranen, Thijssen, Van der Vall (36' Gritter), Mühren, Bos, Jeuring (49' Achterberg), Pahlplatz     |
| | |                                                 |                                                     | |
| 5 oktober 1975 | FC Amsterdam | 1 - 1 (0 - 1)                                   | FC Twente                                           | Opstelling FC Twente: |
| Olympisch Stadion 6.000 toeschouwers Ben Hoppenbrouwer | Leen van de Merkt 66' | 0 - 1 1 - 1                                     | 19' Jan Jeuring                                     | Gross, Van Ierssel, Drost, Overweg, Oranen, Thijssen (82' Bruggink), Achterberg, Mühren, Bos, Jeuring, Pahlplatz                        |
| | |                                                 |                                                     | |
| 19 oktober 1975 | FC Twente | 2 - 0 (0 - 0)                                   | Feyenoord                                           | Opstelling FC Twente: |
| Stadion Het Diekman 20.500 toeschouwers Charles Corver | Jan Jeuring 50' Jan Jeuring 77' | 1 - 0 2 - 0                                     |                                                     | Gross, Van Ierssel, Drost, Overweg, Oranen, Thijssen (46' Bruggink), Mühren, Achterberg, Bos, Jeuring, Gritter (75' Aabech)             |
| - Door de overwinning ging FC Twente PSV en Feyenoord voorbij en kwam het voor het eerst sinds maart 1969 aan de leiding in de Eredivisie. De in de beginfase van deze competitie uitblinkende Frans Thijssen viel uit met een breuk in zijn bovenkaak. | |                                                 |                                                     | |
| | |                                                 |                                                     | |
| 2 november 1975 | FC Twente | 0 - 0                                           | N.E.C.                                              | Opstelling FC Twente: |
| Stadion Het Diekman 13.500 toeschouwers Frans Derks | |                                                 |                                                     | Gross, Van Ierssel, Drost, Overweg, Oranen, Achterberg, Van der Vall, Mühren, Bos, Jeuring, Gritter (52' Pahlplatz)                     |
| - Door een afgelaste wedstrijd tegen Go Ahead Eagles en puntverlies tegen N.E.C. zakte FC Twente naar een tweede plaats, op twee punten van Ajax dat met 6-0 Feyenoord versloeg. | |                                                 |                                                     | |
| | |                                                 |                                                     | |
| 5 november 1975 | Go Ahead Eagles | 1 - 0 (0 - 0)                                   | FC Twente                                           | Opstelling FC Twente: |
| De Adelaarshorst 16.000 toeschouwers Gerrit Berrevoets | Joško Gluić 65' | 1 - 0                                           |                                                     | Gross, Bruggink, Van Ierssel, Overweg, Oranen, Thijssen, Achterberg, Mühren (Aabech), Bos, Jeuring, Pahlplatz (Gritter)                 |
| - Vanwege mist werd deze wedstrijd op 26 oktober afgelast. Voor Go Ahead Eagles was dit de eerste overwinning van het seizoen. | |                                                 |                                                     | |
| | |                                                 |                                                     | |
| 9 november 1975 | MVV | 2 - 1 (1 - 1)                                   | FC Twente                                           | Opstelling FC Twente: |
| Geusselt 11.000 toeschouwers Cees de Bruin | Jo Bonfrère 45' Jo Bonfrère 50' | 0 - 1 1 - 1 2 - 1                               | 44' Jan Jeuring                                     | Gross, Bruggink, Van Ierssel, Overweg, Oranen, Thijssen, Achterberg (63' Van der Vall), Mühren, Bos, Jeuring (52' Pahlplatz), Gritter   |
| | |                                                 |                                                     | |
| 16 november 1975 | FC Twente | 3 - 1 (1 - 0)                                   | Eindhoven                                           | Opstelling FC Twente: |
| Stadion Het Diekman 7.000 toeschouwers Hennie Weerink | Jan Jeuring 8' Arnold Mühren 51' Arnold Mühren 68'                                                                                       | 1 - 0 1 - 1 2 - 1 3 - 1                         | 49' Lambert Kreekels                                | Gross (70' De Clerck), Bruggink, Van Ierssel, Achterberg, Oranen, Thijssen, Van der Vall, Mühren, Bos, Jeuring, Pahlplatz               |
| | |                                                 |                                                     | |
| 30 november 1975 | FC Twente | 3 - 0 (2 - 0)                                   | NAC                                                 | Opstelling FC Twente: |
| Stadion Het Diekman 7.000 toeschouwers Peter Gans | Niels Overweg 17' Kick van der Vall 21' Eddy Achterberg 90'                                                                              | 1 - 0 2 - 0 3 - 0                               |                                                     | Gross, Bruggink, Van Ierssel, Overweg, Oranen, Thijssen, Van der Vall, Mühren, Bos, Achterberg, Pahlplatz                               |
| | |                                                 |                                                     | |
| 14 december 1975 | Telstar | 1 - 2 (0 - 1)                                   | FC Twente                                           | Opstelling FC Twente: |
| Sportpark Schoonenberg 7.000 toeschouwers Theo Boosten | Co Stout 88' | 0 - 1 0 - 2 1 - 2                               | 20' Kick van der Vall (p) 76' Ab Gritter            | Gross, Van Ierssel, Drost, Overweg, Oranen, Thijssen, Van der Vall, Mühren, Bos, Jeuring (55' Gritter), Pahlplatz                       |
| | |                                                 |                                                     | |
| 4 januari 1976 | Sparta | 1 - 1 (0 - 1)                                   | FC Twente                                           | Opstelling FC Twente: |
| Het Kasteel 9.100 toeschouwers Charles Corver | Henny Michielsen 78' | 0 - 1 1 - 1                                     | 28' Frans Thijssen                                  | Gross, Van Ierssel, Achterberg, Overweg, Oranen, Thijssen, Van der Vall, Mühren, Bos, Jeuring, Pahlplatz                                |
| | |                                                 |                                                     | |
| 11 januari 1976 | FC Twente | 2 - 0 (1 - 0)                                   | FC Den Haag                                         | Opstelling FC Twente: |
| Stadion Het Diekman 7.500 toeschouwers Egbert Mulder | Kees van Ierssel 2' Frans Thijssen 85'                                                                                                   | 1 - 0 2 - 0                                     |                                                     | Gross, Van Ierssel, Drost, Overweg, Oranen, Thijssen, Van der Vall, Mühren (Achterberg), Bos, Aabech, Pahlplatz                         |
| | |                                                 |                                                     | |
| 18 januari 1976 | Roda JC | 0 - 0                                           | FC Twente                                           | Opstelling FC Twente: |
| Sportpark Kaalheide 15.000 toeschouwers Cees de Bruin | |                                                 |                                                     | Gross, Van Ierssel, Drost, Overweg, Oranen, Thijssen, Van der Vall, Mühren, Bos, Aabech, Pahlplatz (Gritter)                            |
| | |                                                 |                                                     | |
| 25 januari 1976 | FC Twente | 2 - 0 (2 - 0)                                   | PSV                                                 | Opstelling FC Twente: |
| Stadion Het Diekman 13.000 toeschouwers Leo van der Kroft | Jan Jeuring 11' Jan Jeuring 19' | 1 - 0 2 - 0                                     |                                                     | Gross, Van Ierssel, Drost, Overweg, Oranen, Van der Vall, Thijssen, Mühren, Aabech (Achterberg), Jeuring, Pahlplatz                     |
| | |                                                 |                                                     | |
| 15 februari 1976 | FC Utrecht | 0 - 1 (0 - 1)                                   | FC Twente                                           | Opstelling FC Twente: |
| Stadion Galgenwaard 6.500 toeschouwers Charles Corver | | 0 - 1                                           | 37' Kalle Oranen                                    | Gross, Van Ierssel, Drost, Overweg, Oranen, Van der Vall, Thijssen, Mühren, Aabech (80' Bruggink), Gritter, Pahlplatz                   |
| - Zowel Kick van der Vall van FC Twente als Leo van Veen van FC Utrecht wisten in de tweede helft een strafschop niet te verzilveren. | |                                                 |                                                     | |
| | |                                                 |                                                     | |
| 18 februari 1976 | FC Twente | 3 - 0 (1 - 0)                                   | AFC Ajax                                            | Opstelling FC Twente: |
| Stadion Het Diekman 17.000 toeschouwers Frans Derks | Theo Pahlplatz 19' Theo Pahlplatz 84' Johnny Dusbaba (ed) 86'                                                                            | 1 - 0 2 - 0 3 - 0                               |                                                     | Gross, Van Ierssel, Drost, Overweg, Oranen, Van der Vall, Thijssen, Mühren, Pahlplatz, Jeuring (62' Achterberg), Gritter (82' Aabech)   |
| - Deze inhaalwedstrijd stond eerder vastgesteld op 22 december 1975, maar werd op die datum afgelast. Door de winst steeg FC Twente op de ranglijst van een vierde naar een eerste plaats, voor Ajax en Feyenoord (met evenveel punten maar een slechter doelsaldo) en PSV (op één punt). | |                                                 |                                                     | |
| | |                                                 |                                                     | |
| 22 februari 1976 | FC Twente | 3 - 1 (2 - 0)                                   | FC Amsterdam                                        | Opstelling FC Twente: |
| Stadion Het Diekman 10.000 toeschouwers Hennie Weerink | Jan Jeuring 3' Ab Gritter 11' Frans Thijssen 75'                                                                                         | 1 - 0 2 - 0 3 - 0 3 - 1                         | 90' Theo Husers                                     | Gross, Van Ierssel, Drost, Overweg, Oranen, Thijssen, Van der Vall, Mühren, Gritter, Jeuring (37' Achterberg), Pahlplatz (62' Aabech)   |
| | |                                                 |                                                     | |
| 7 maart 1976 | Feyenoord | 3 - 0 (2 - 0)                                   | FC Twente                                           | Opstelling FC Twente: |
| Stadion Feijenoord 37.000 toeschouwers Ben Hoppenbrouwer | Kalle Oranen (ed) 12' Nico Jansen 37' Epi Drost (ed) 74'                                                                                 | 1 - 0 2 - 0 3 - 0                               |                                                     | Gross, Van Ierssel, Drost (82' Bruggink), Overweg, Oranen, Thijssen, Van der Vall, Mühren, Gritter (46' Achterberg), Jeuring, Pahlplatz |
| - Door de nederlaag raakte Twente de koppositie in de Eredivisie kwijt en zakte het naar de vierde plaats, op één punt van PSV, Ajax en Feyenoord. Bij Feyenoord was in de week voor de wedstrijd coach Antoni Brzeżańczyk ontslagen en vervangen door interim-trainer Ad Zonderland. Twee van de drie doelpunten waren een eigen goal en het door Nico Jansen gescoorde doelpunt ontstond door een misverstand tussen Drost en Gross. | |                                                 |                                                     | |
| | |                                                 |                                                     | |
| 14 maart 1976 | FC Twente | 4 - 1 (1 - 0)                                   | Go Ahead Eagles                                     | Opstelling FC Twente: |
| Stadion Het Diekman 10.000 toeschouwers Joop Vervoort | Arnold Mühren 22' Arnold Mühren 52' Jan Jeuring 57' Kees van Ierssel 88'                                                                 | 1 - 0 2 - 0 3 - 0 4 - 0 4 - 1                   | 90' Joško Gluić                                     | Gross, Van Ierssel, Drost, Bruggink, Oranen, Thijssen, Van der Vall, Mühren, Aabech, Jeuring, Pahlplatz (20' Achterberg (80' Gritter))  |
| | |                                                 |                                                     | |
| 21 maart 1976 | De Graafschap | 1 - 1 (1 - 1)                                   | FC Twente                                           | Opstelling FC Twente: |
| De Vijverberg 11.000 toeschouwers Theo Boosten | Cees Storm 21' | 1 - 0 1 - 1                                     | 28' Hans Aabech                                     | Gross, Van Ierssel, Drost, Bruggink, Oranen, Thijssen, Van der Vall, Mühren, Aabech, Jeuring, Pahlplatz (65' Gritter)                   |
| | |                                                 |                                                     | |
| 28 maart 1976 | FC Twente | 2 - 2 (1 - 1)                                   | AZ'67                                               | Opstelling FC Twente: |
| Stadion Het Diekman 8.500 toeschouwers Charles Corver | Jan Jeuring 18' Arnold Mühren 82' | 0 - 1 1 - 1 1 - 2 2 - 2                         | 9' Bert van Marwijk 47' Kees Kist                   | Gross, Van Ierssel, Drost, Bruggink (34' Gritter), Oranen, Thijssen, Overweg, Van der Vall, Aabech, Jeuring, Mühren                     |
| | |                                                 |                                                     | |
| 3 april 1976 | N.E.C. | 0 - 0                                           | FC Twente                                           | Opstelling FC Twente: |
| Stadion De Goffert 16.000 toeschouwers Leo van der Kroft | |                                                 |                                                     | Gross, Van Ierssel, Drost, Overweg, Oranen, Thijssen, Van der Vall, Mühren, Aabech (79' Zele), Jeuring (72' Achterberg), Gritter        |
| | |                                                 |                                                     | |
| 11 april 1976 | FC Twente | 5 - 0 (4 - 0)                                   | MVV                                                 | Opstelling FC Twente: |
| Stadion Het Diekman 8.500 toeschouwers Louis Beukman | Jan Jeuring 15' Frans Thijssen 18' Jan Jeuring 38' Arnold Mühren 43' Jan Jeuring 75'                                                     | 1 - 0 2 - 0 3 - 0 4 - 0 5 - 0                   |                                                     | Gross, Van Ierssel, Drost, Overweg, Oranen, Thijssen, Van der Vall, Mühren, Bos (75' Aabech), Jeuring, Gritter (65' Achterberg)         |
| | |                                                 |                                                     | |
| 17 april 1976 | FC Twente | 4 - 0 (3 - 0)                                   | Excelsior                                           | Opstelling FC Twente: |
| Stadion Het Diekman 9.500 toeschouwers Gerard Jonker | Jan Jeuring 2' Jan Jeuring 28' Arnold Mühren 37' Jan Jeuring 82'                                                                         | 1 - 0 2 - 0 3 - 0 4 - 0                         |                                                     | Gross, Van Ierssel, Drost, Overweg, Bruggink, Thijssen (70' Achterberg), Van der Vall (77' Zele), Mühren, Bos, Jeuring, Gritter         |
| | |                                                 |                                                     | |
| 19 april 1976 | Excelsior | 4 - 2 (1 - 0)                                   | FC Twente                                           | Opstelling FC Twente: |
| Stadion Woudestein 950 toeschouwers Egbert Mulder | Cor Pot 30' Frans van der Heide 64' Thijs Kwakkernaat 81' Cor Pot 90'                                                                    | 1 - 0 1 - 1 1 - 2 2 - 2 3 - 2 4 - 2             | 47' Ab Gritter 54' Arnold Mühren                    | De Clerck, Van Ierssel, Drost, Overweg, Bruggink, Thijssen (72' Aabech), Van der Vall, Mühren, Bos, Jeuring (46' Achterberg), Gritter   |
| | |                                                 |                                                     | |
| 2 mei 1976 | Eindhoven | 0 - 1 (0 - 0)                                   | FC Twente                                           | Opstelling FC Twente: |
| Stadion aan de Aalsterweg 6.500 toeschouwers Bart Ram | | 0 - 1                                           | 67' Ab Gritter                                      | Pasveer, Van Ierssel, Drost, Overweg (84' Aabech), Bruggink, Achterberg, Van der Vall, Mühren, Bos, Jeuring, Gritter                    |
| | |                                                 |                                                     | |
| 8 mei 1976 | NAC | 1 - 0 (0 - 0)                                   | FC Twente                                           | Opstelling FC Twente: |
| NAC-Stadion 12.000 toeschouwers Henk Pijper | Ati Graaumans (p) 88' | 1 - 0                                           |                                                     | Pasveer, Van Ierssel, Drost, Achterberg (3' Zele), Bruggink, Van Oosterom, Van der Vall, Mühren, Bos, Jeuring, Gritter                  |
| - FC Twente raakte door de nederlaag de derde plaats, waarmee het zich zou plaatsen voor de UEFA Cup, kwijt aan Ajax. Eddy Achterberg werd in de beginfase van de wedstrijd bewusteloos van het veld gedragen. Hij liep een hersenschudding en een scheurtje in het jukbeen op en moest in het ziekenhuis worden opgenomen. | |                                                 |                                                     | |
| | |                                                 |                                                     | |
| 15 mei 1976 | FC Twente | 1 - 0 (0 - 0)                                   | Telstar                                             | Opstelling FC Twente: |
| Stadion Het Diekman 6.700 toeschouwers Peter Gans | Ab Gritter 71' | 1 - 0                                           |                                                     | Pasveer, Van Ierssel, Drost, Gritter, Bruggink, Krabbe (65' Zele), Van der Vall, Mühren, Van Oosterom (54' Aabech), Jeuring, Bos        |
| - Vanwege een groot aantal blessures speelde FC Twente noodgedwongen met de 19-jarigen Pasveer, Krabbe en Van Oosterom in de basis. | |                                                 |                                                     | |
| | |                                                 |                                                     | |
| 30 mei 1976 | AFC Ajax | 5 - 3 (1 - 1)                                   | FC Twente                                           | Opstelling FC Twente: |
| Stadion De Meer 16.000 toeschouwers Leo van der Kroft | Ruud Geels 9' Willy Brokamp 48' Arno Steffenhagen 64' Willy Brokamp 68' Ruud Geels 74'                                                   | 1 - 0 1 - 1 2 - 1 2 - 2 3 - 2 4 - 2 5 - 2 5 - 3 | 21' Kees van Ierssel 50' Ab Gritter 76' Jan Jeuring | Gross, Van Ierssel, Drost, Overweg (74' Bruggink), Oranen, Pahlplatz, Van der Vall, Mühren, Bos (42' Aabech), Jeuring, Gritter          |
| - De inzet van de wedstrijd tussen Ajax en Twente was de derde plaats in de Eredivisie en plaatsing voor de UEFA Cup. Voorafgaand aan het duel stond Ajax twee punten voor Twente en door de overwinning liep het uit naar een niet meer te overbruggen vier punten. PSV besliste in een rechtstreeks treffen met Feyenoord het kampioenschap door met 4-1 te winnen.                                                                  | |                                                 |                                                     | |
| | |                                                 |                                                     | |
| 5 juni 1976 | FC Twente | 1 - 1 (0 - 1)                                   | Sparta                                              | Opstelling FC Twente: |
| Stadion Het Diekman 5.800 toeschouwers Egbert Mulder | Arnold Mühren 49' | 0 - 1 1 - 1                                     | 36' Rob van der Meer                                | Pasveer, Van Ierssel, Drost, Overweg (75' Zele), Bruggink, Pahlplatz, Van der Vall, Mühren, Van Oosterom, Jeuring, Gritter              |
| | |                                                 |                                                     | |

### KNVB beker 1975/76
| | |                                                                   |                                  | |
| 12 oktober 1975 | FC Twente | 9 - 2 (4 - 1)                                                     | FC Utrecht                       | Opstelling FC Twente:                                                                                                  |
| Stadion Het Diekman 5.000 toeschouwers Henk van Dijken | Eddy Achterberg 7' Jan Jeuring 9' Ab Gritter 31' Frans Thijssen 45' Hans Aabech 58' Arnold Mühren 66' Ab Gritter 72' Frans Thijssen 86' Hans Aabech 90' | 1 - 0 1 - 1 2 - 1 3 - 1 4 - 1 5 - 1 5 - 2 6 - 2 7 - 2 8 - 2 9 - 2 | 8' Wim Temming 64' Henk Wery (p) | Gross, Van Ierssel, Drost, Overweg, Oranen, Thijssen, Achterberg, Mühren, Bos, Jeuring (Aabech), Gritter               |
| - Deze wedstrijd werd gespeeld in de tweede ronde van de KNVB beker. Voor de eerste ronde waren de teams uit de Eredivisie vrijgesteld. Het aantal gemaakte doelpunten is een clubrecord. FC Twente bekerde door naar de derde ronde. | |                                                                   |                                  | |
| | |                                                                   |                                  | |
| 7 december 1975 | AZ'67 | 2 - 0 (0 - 0)                                                     | FC Twente                        | Opstelling FC Twente:                                                                                                  |
| Alkmaarderhout 6.500 toeschouwers Gerard Jonker | Sem Wokke 63' Kees Kist 79' | 1 - 0 2 - 0                                                       |                                  | Gross, Van Ierssel, Drost, Overweg, Bruggink, Thijssen, Van der Vall, Mühren, Achterberg (Gritter), Jeuring, Pahlplatz |
| - De nederlaag betekende de uitschakeling van FC Twente in het bekertoernooi. | |                                                                   |                                  | |
| | |                                                                   |                                  | |

Ajax ·
FC Amsterdam ·
AZ '67 ·
Eindhoven ·
Excelsior ·
Feyenoord ·
Go Ahead Eagles ·
De Graafschap ·
FC Den Haag-ADO ·
MVV ·
NAC ·
N.E.C. ·
PSV ·
Roda JC ·
Sparta ·
Telstar ·
FC Twente '65 ·
FC Utrecht